# Ду Фэн
Ду Фэн (кит. упр. 杜锋, пиньинь Dù Fēng; род. 30 июля 1981 года, Урумчи, СУАР) — китайский профессиональный баскетболист, в 1999-2012 годах выступал в «Гуандун Саузерн Тайгерс» и национальную сборную Китая. Играл на позициях тяжёлого форварда и центрового. Обладатель рекорда по набранным в одном матче очкам за «Гуандун» - 45. По национальности - хуэй. В настоящее время является главным тренером национальной сборной Китая.

## Карьера

### Клубная
В 1996 году попал в молодёжный состав «Гуандун Саузерн Тайгерс», с 1999 года - игрок основного состава. В 2006 году после отставки тренера некоторое время был играющим тренером команды. В апреле 2012 года объявил о завершении карьеры игрока. 

### Международная
С 2000 года - игрок молодёжной сборной Китая. С 2001 года начал выступать за национальную сборную Китая. Принимал участие в играх сборной на Олимпиаде 2008 года в Пекине.
В сезоне 2016-17 в Китайской баскетбольной ассоциации тренировал «Гуандун Саузерн Тайгерс», с которым дошел до финала плей-офф, однако уступил «Синьцзян Флаинг Тайгерс».
В апреле 2017 года появилась информация, что Ду Фэн может занять пост главного тренера национальной сборной Китая при подготовке к домашнему чемпионату мира 2019 года и Олимпиаде 2020 года. В итоге, сборная была разделена на команду «Синих», которую возглавил Ду Фэн и «Красных», тренером которой стал Ли Нань.

## Достижения
«Гуандун Саузерн Тайгерс»
- Чемпион Китая : 2003-04, 2004-05, 2005-06

## Личная жизнь
Окончил Гуандунский технологический университет. 